# Bruno Étienne

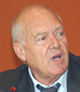
Bruno Étienne

Bruno Étienne (geb. 1937 in La Tronche, Isère; gest. 4. März 2009 in Aix-en-Provence) war ein französischer Soziologe, Politikwissenschaftler, Religionsanthropologe und Islam-Spezialist.

## Leben
Er studierte Politikwissenschaften am Institut d’études politiques d’Aix-en-Provence (Sciences Po Aix) und Arabisch am Institut Bourguiba des Langues Vivantes in Tunis. Ab 1962 war er Mitarbeiter beim Centre national de la recherche scientifique (CNRS). Mit einer Arbeit über „die Europäer und die algerische Unabhängigkeit“ wurde er 1965 bei Maurice Flory an der juristischen Fakultät der Universität Aix-en-Provence promoviert. Bruno Étienne war Forscher in Kairo und lehrte als Entwicklungshelfer in Algerien von 1965 bis 1974 an der École nationale d’administration (ENA) in Algier.
Nach Frankreich zurückgekehrt, bestand er 1975 die Agrégation (Staatsprüfung für Hochschullehrer) in Politikwissenschaft. Von 1977 bis 1979 war er Maître de conférences (Dozent) an der Université Hassan II de Casablanca in Marokko. Als Forschungsdirektor am CNRS und Nachfolger seines Doktorvaters Maurice Flory leitete Étienne von 1980 bis 1985 das Forschungs- und Studienzentrum der muslimischen Gesellschaften (CRESM) in Aix-en-Provence. Außerdem lehrte er von 1980 bis zu seiner Emeritierung 2004 als Professor am Sciences Po Aix Politikwissenschaft und vergleichende Religionsanthropologie.
Am Institut d’études politiques d’Aix-en-Provence gründete Bruno Étienne 1992 das Observatoire du Religieux („Beobachtungsstelle des Religiösen“), welches er bis 2006 leitete. Er war auch Mitglied des Institut Universitaire de France (von 1996 bis 2004). Er hat die Bezeichnung „Islam de France“ geprägt und war Initiator des islamischen Dachverbandes Conseil français du culte musulman. Er begründete eine Forscherschule in Aix-en-Provence, zu der auch Raphaël Liogier, Jocelyne Cesari und Frank Fregosi gehören. Gilles Kepel wurde ebenfalls von ihm beeinflusst.
Er war Mitglied des Grand Orient de France und war ein Chevalier der Ehrenlegion.
Bruno Étienne starb an Krebs. Er ist auf dem  Cimetière Saint-Pierre in Aix-en-Provence begraben.

## Publikationen (Auswahl)
- Les Européens d'Algérie et l'indépendance algérienne (1965, Promotion bei Maurice Flory; erst später veröffentlicht).
- Les Problèmes juridiques des minorités européennes au Maghreb. Paris, CNRS, 1968.
- L'islamisme radical, Paris, LGF, 1989.
- La France et l'islam, Paris, Hachette, 1989.
- Abdelkader, Paris, Hachette, 1994.
- Une grenade entrouverte, La Tour d'Aigue, Aube ed., 1999.
- L'Islam en France, Paris, CNRS Editions, 2000.
- Ils ont rasé la Mésopotamie: du droit de coloniser au devoir d'ingérence, Paris, Eshel, 2000.
- Une voie pour l'occident, Dervy 2000.
- Les amants de l'apocalypse, La Tour d'Aigue, Aube ed., 2002.
- L'Initiation, Paris, Dervy, 2002.
- La France face aux sectes, Paris, Hachette, 2002.
- Islam, les questions qui fâchent, Paris, Bayard, 2003.
- Abd el-Kader: Le Magnanime (mit François Pouillon), Paris, Gallimard, coll. "Découvertes Gallimard" (n° 431), 2003.
- La voie de la main nue: Initiation et karaté-do, Paris, Dervy, 2004.
- Être bouddhiste en France aujourd'hui (mit Raphaël Liogier), Paris, Hachette, 2004.
- Heureux comme Dieu en France?: La République face aux religions, Paris, Bayard, 2005.
- Pour retrouver la parole: Le retour des frères (mit  Alain Bauer, Roger Dachez und Michel Maffesoli), La Table Ronde, 2006.
- La spiritualité maçonnique: Pour redonner du sens à la vie, Paris, Dervy, 2006.